# Politistav
Politistaven bruges af politiet som et ikke-dødbringende våben. Den er lavet af metal foret med gummi.